# 仙跡岩

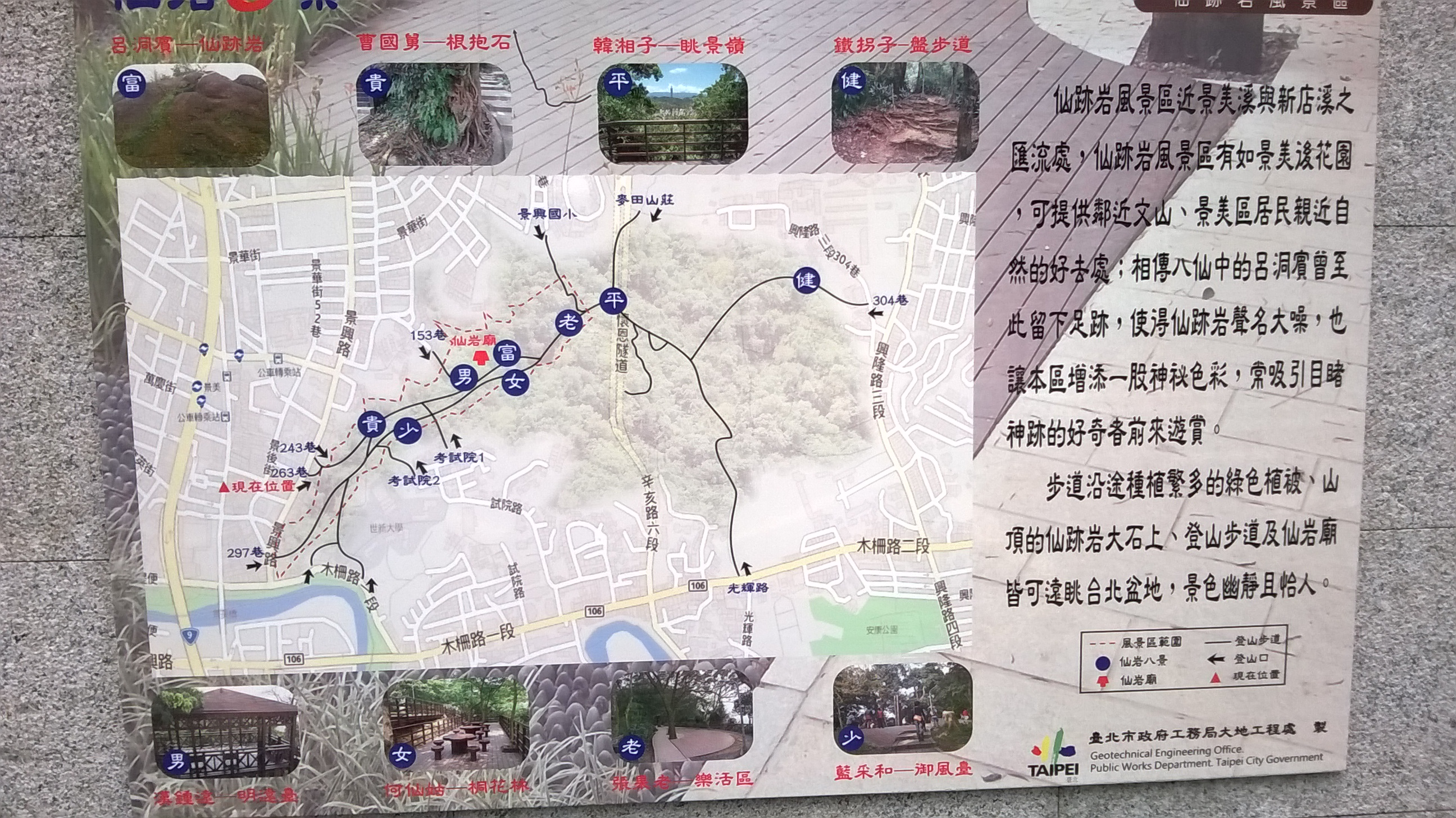
仙跡岩入口處說明

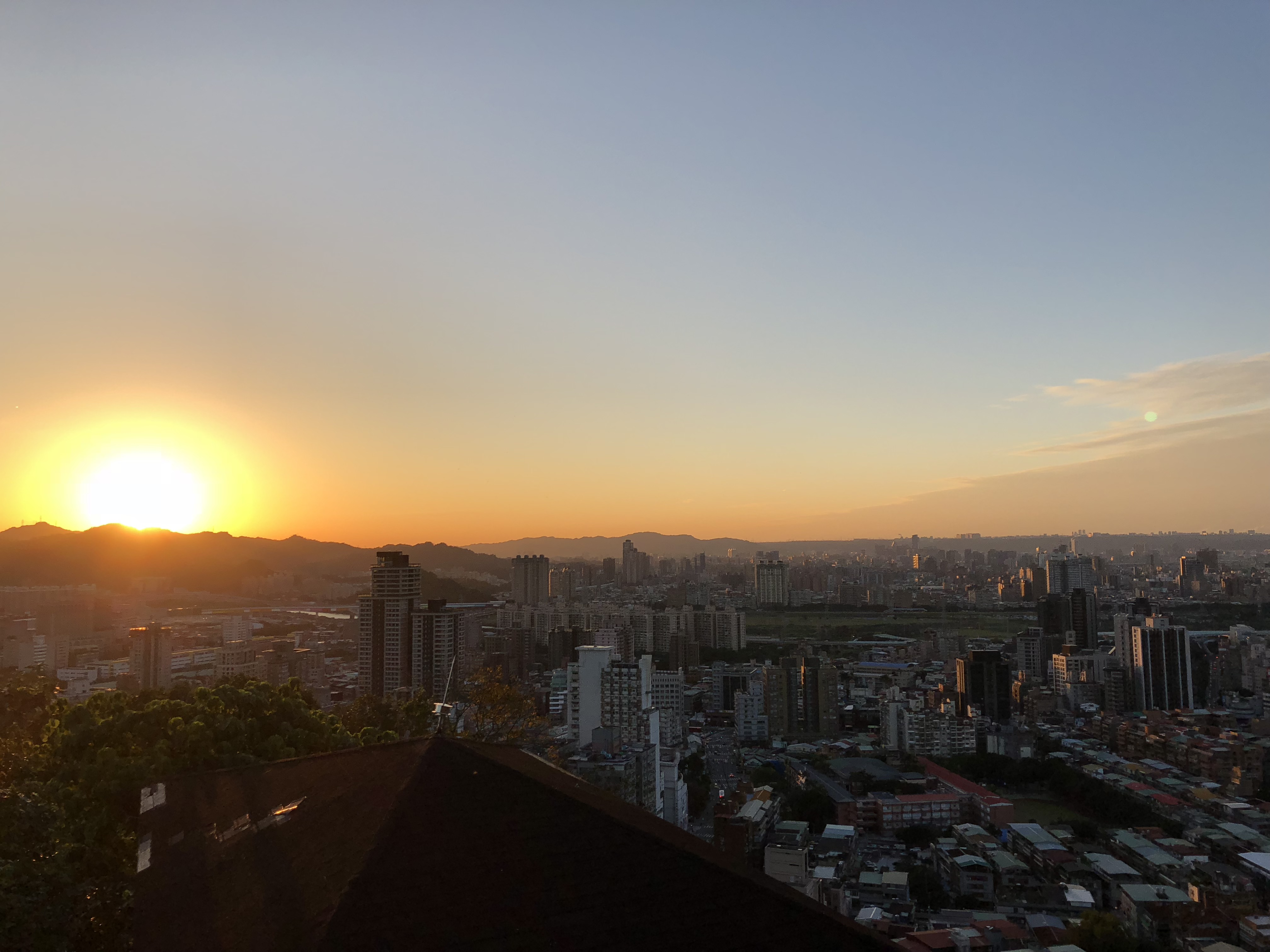
仙跡岩登山步道俯瞰台北市

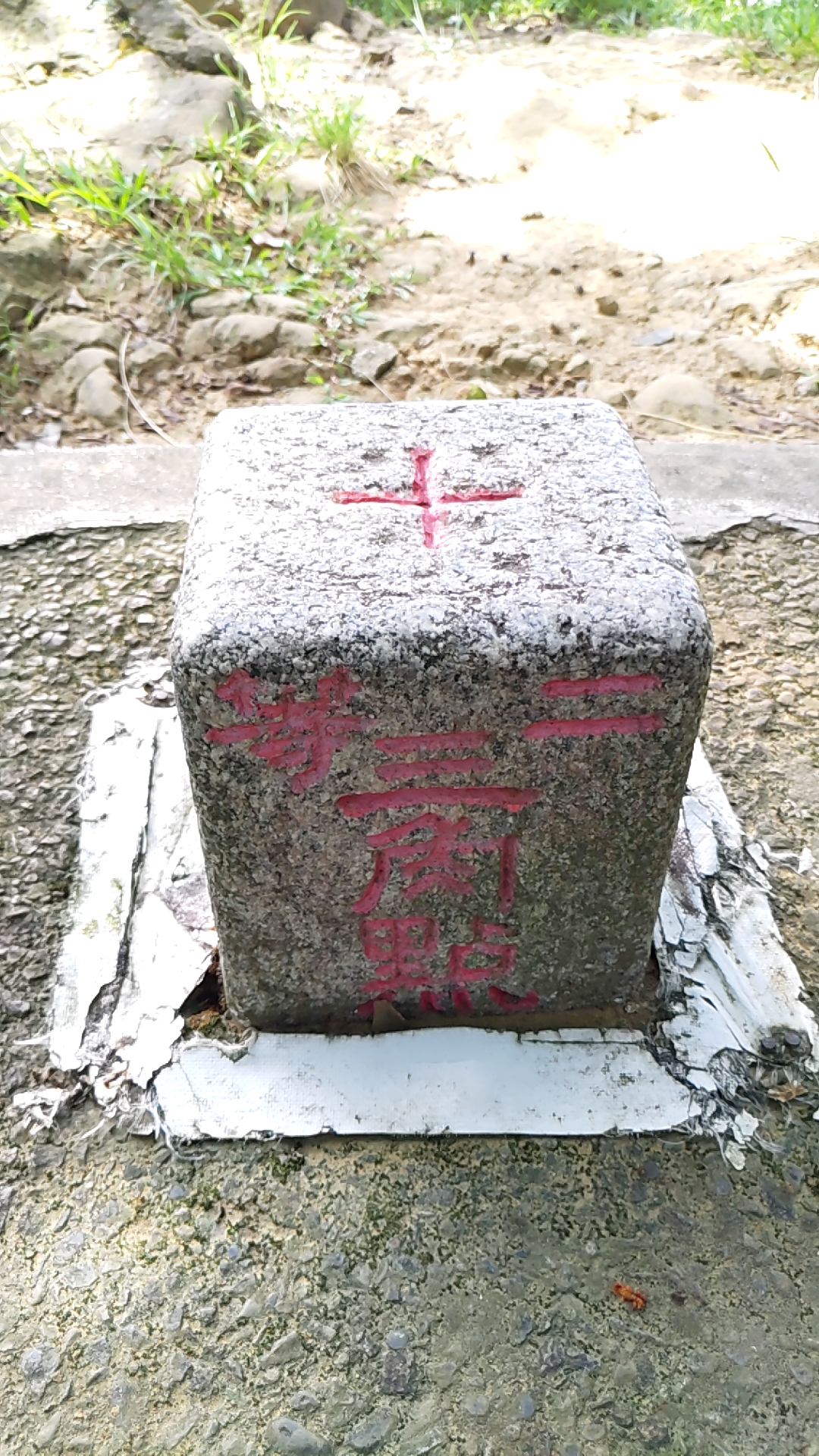
圖為 台北市景美山仙跡岩 上的二等三角點 (兼內政部一等衛星控制點 No.1043)

仙跡岩是位於台灣台北市文山區溪子口山（或稱景美山）的一塊大岩石，傳說呂洞賓曾在此留下足跡，信眾並在岩下建有一呂洞賓廟，附近有世新大學與中國科技大學。仙跡岩亦稱溪子口山，仙跡岩擁有一顆一等衛星控制點
。仙跡岩山勢較矮，最高點海拔144公尺。

## 傳說

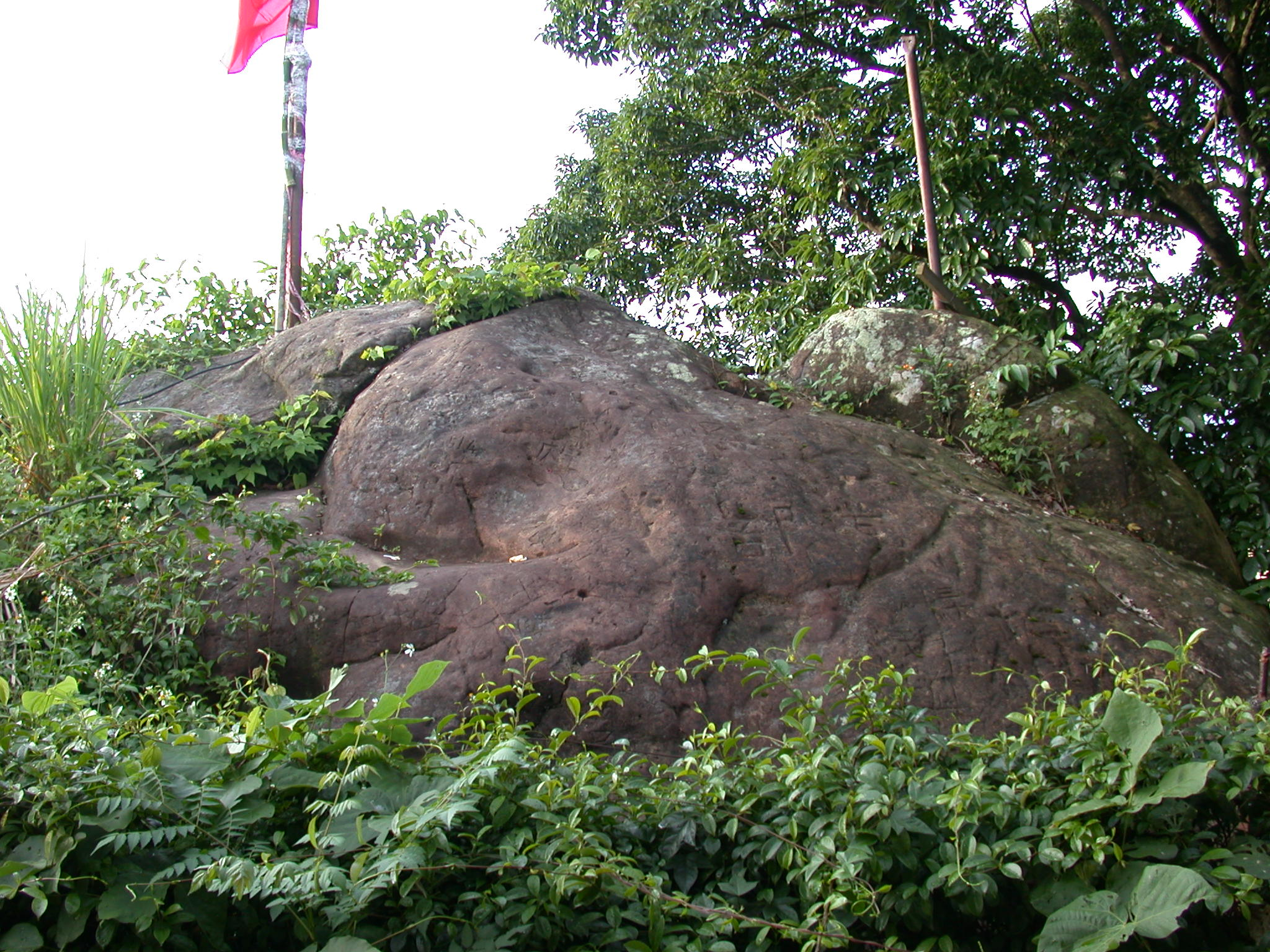
仙跡岩

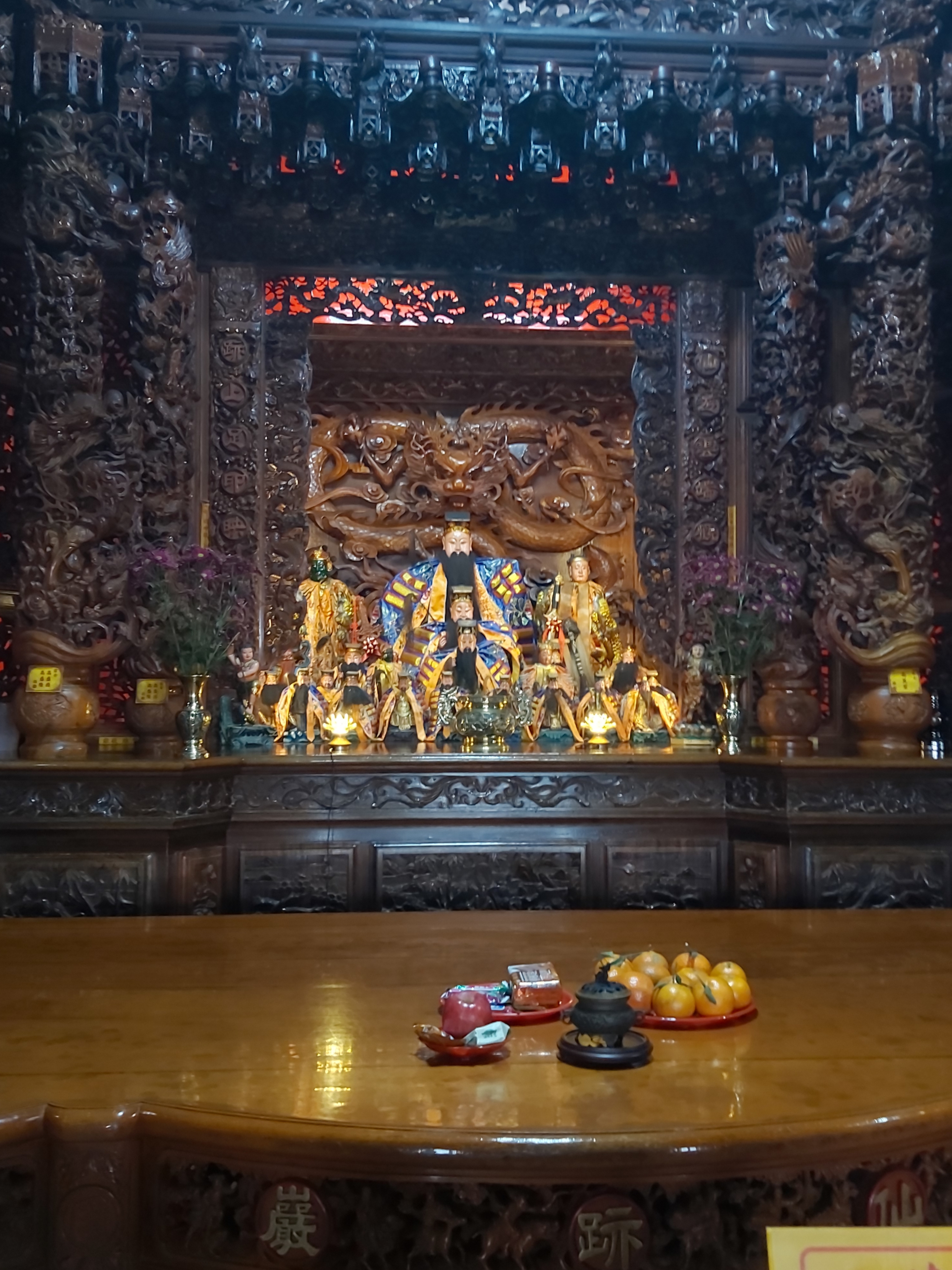
仙跡岩廟正殿呂洞賓像

在海拔100公尺左右木造涼亭處有仙跡岩解說牌及巨大裸岩，裸岩上即是仙跡的位置，爬上去可看見岩上有似人腳印的凹洞。

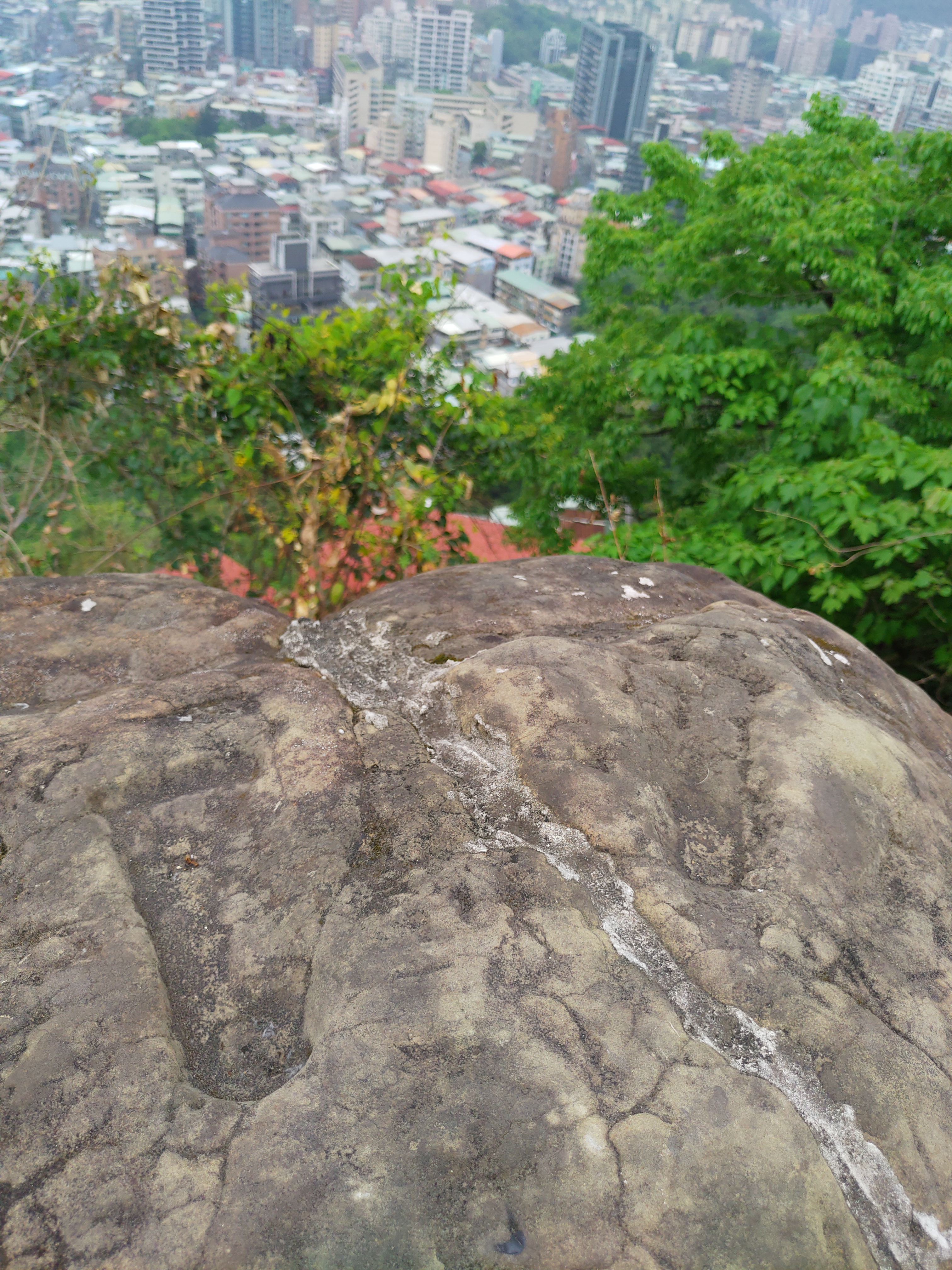
傳說中的仙人腳印

關於腳印的傳說有各種版本，下為其中之一：「古時在今公館地區有一蟾蜍怪，常危害百姓，呂洞賓下凡並在此岩石上和蟾蜍怪鬥法。呂洞賓一用勁，力道太深以致留下腳印。蟾蜍怪被降服後變成岩石，就是今天蟾蜍山的位置。」

## 地質
仙跡岩位於南港山陵支脈，屬中新世沈積砂岩地層，由1950~1800萬年前沈積的石底層與1800~1350萬年前沈積的南港層組成。

## 仙跡岩廟

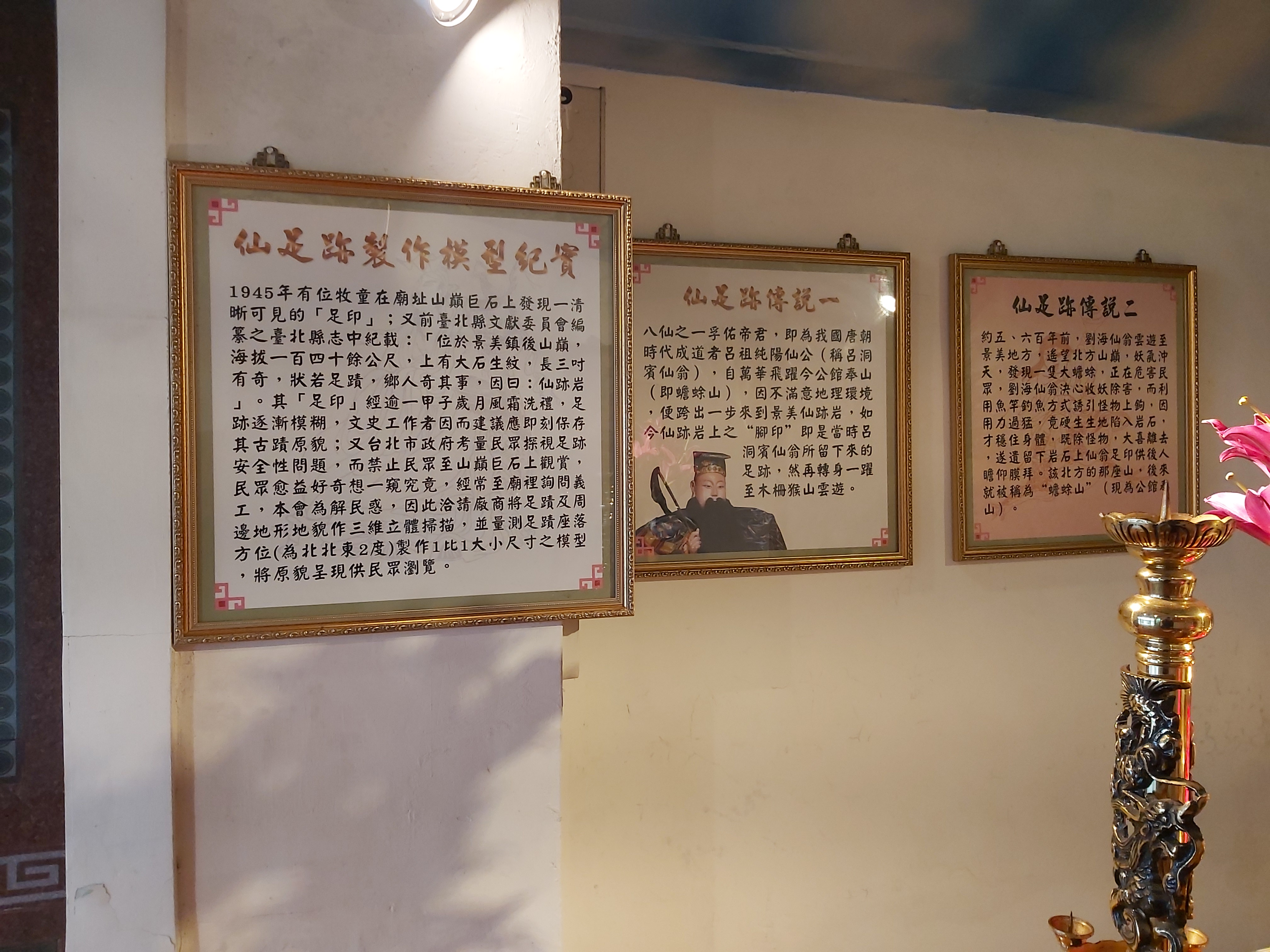
仙巖傳說

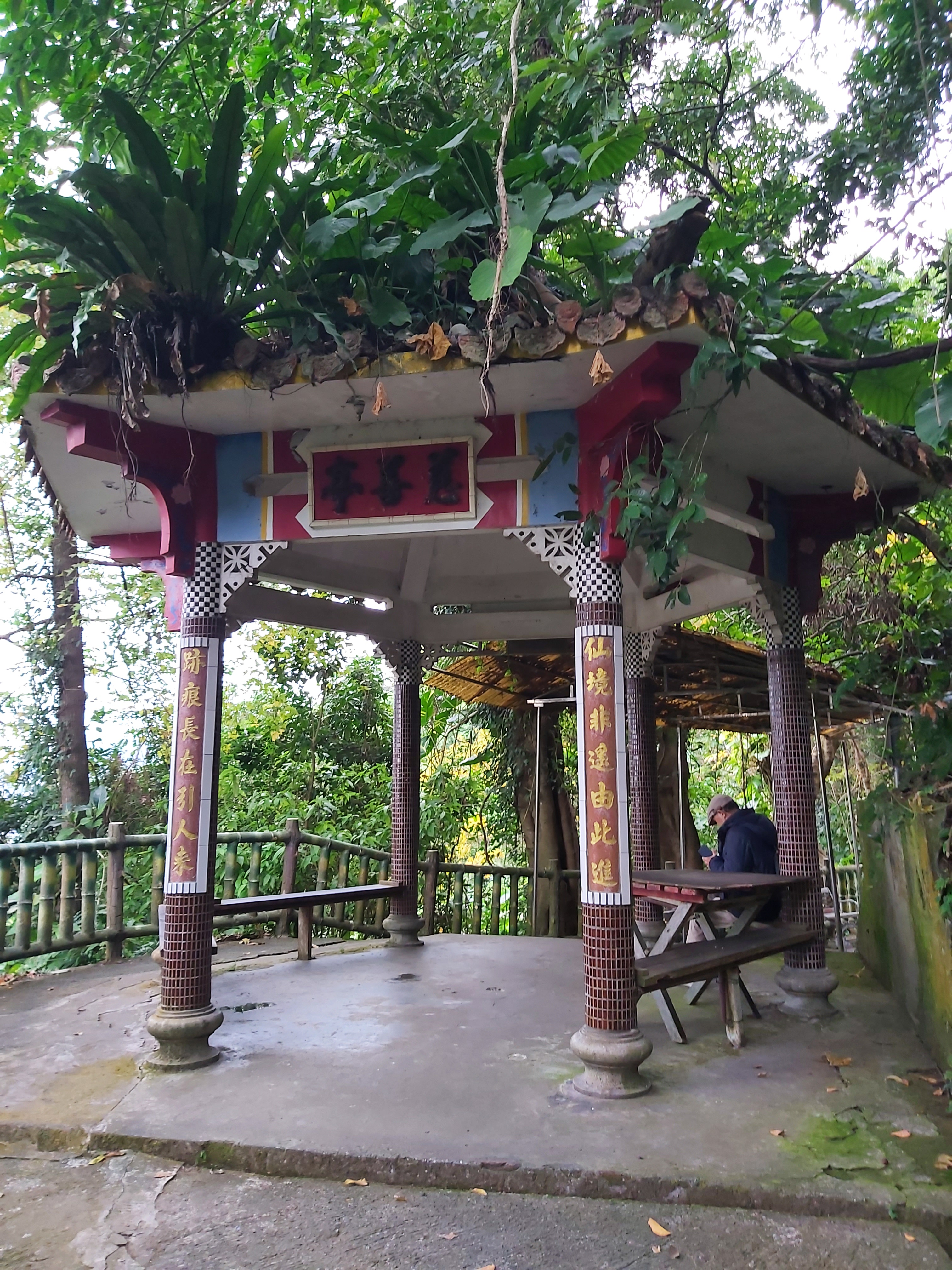
慈善亭，即仙巖八景之一的「御風亭」

清光緒八年（1882年），時任淡水知縣王彬林於履任時將山西永樂宮的呂洞賓神尊分靈迎奉來臺，初奉於艋舺玉清齋，其後景美地區景美街一帶因疫病流行傷亡甚多，當地仕紳決議將呂洞賓神像從艋舺迎奉至景美，後疫病日漸平息。日治末期，鄉人將呂祖神像移奉景美山巔岩石下，供置石香爐讓信徒膜拜。1927年，鄉人搭建簡易寮房，並於1927年申請供電。1945年臺灣光復後，一牧童在景美山山巔巨岩上發現「足印」，鄉人稱奇，致流傳有稱言是「呂祖純陽仙公」者或「童子仙劉海仙翁的三吋足印」之仙跡神話。1946年間，景美鄉民共識群起獻募進行建廟工作，組織「景美風景區古蹟保存建設委員會」，公推地方名人林佛國、林黃鐘、林金水等三人接續出任主委完成建廟第一期工程。

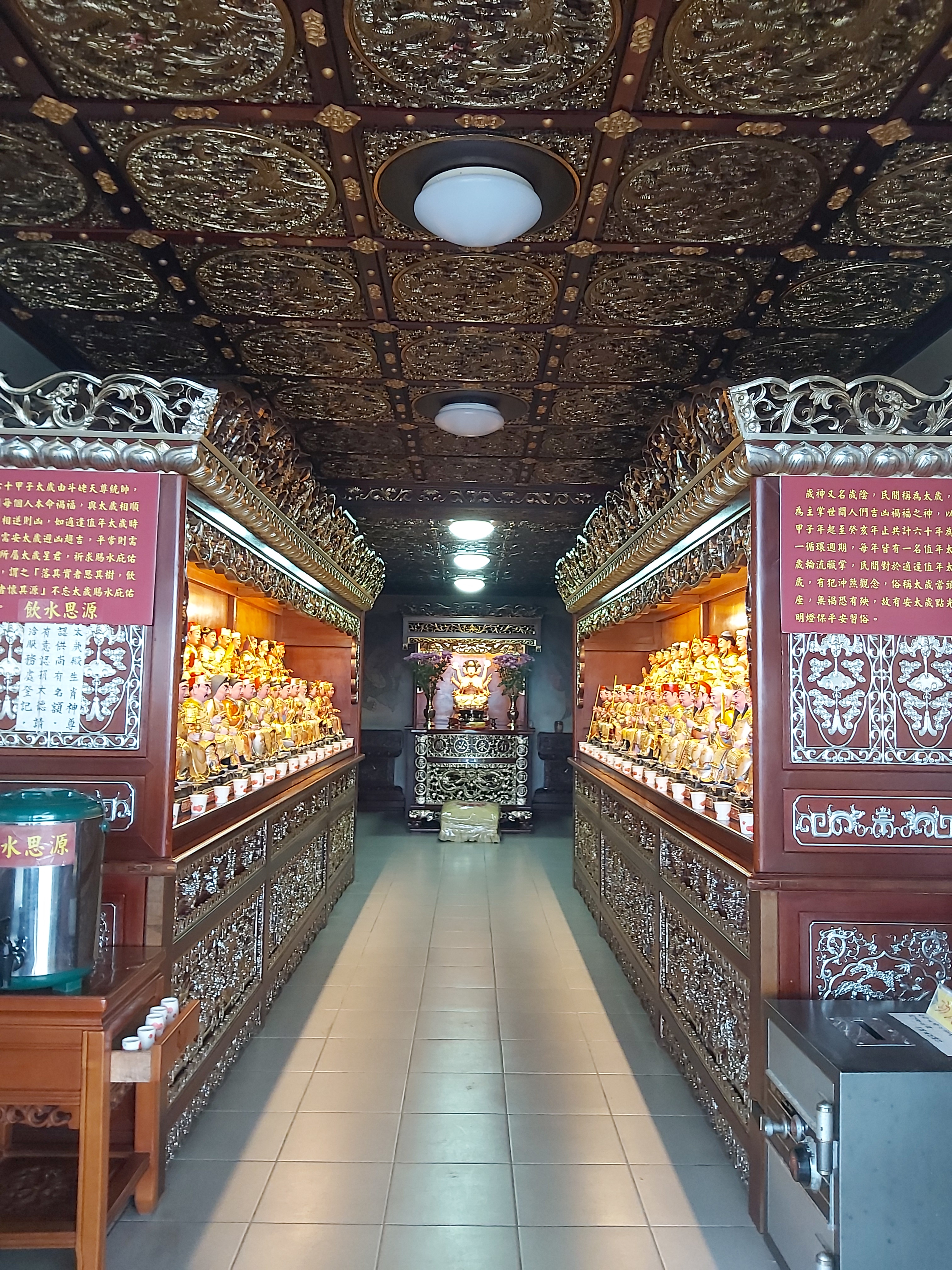
太歲殿
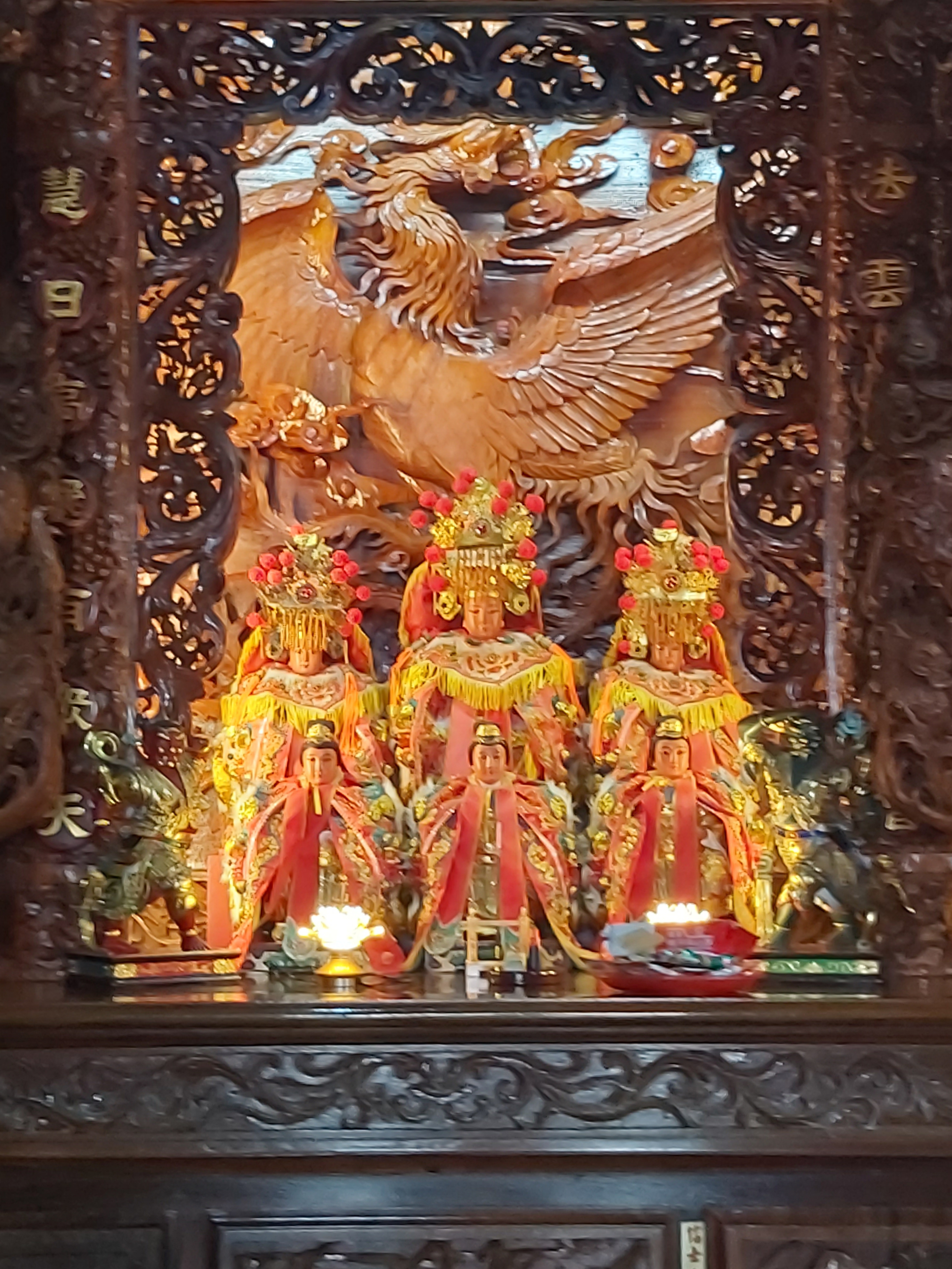
媽祖殿
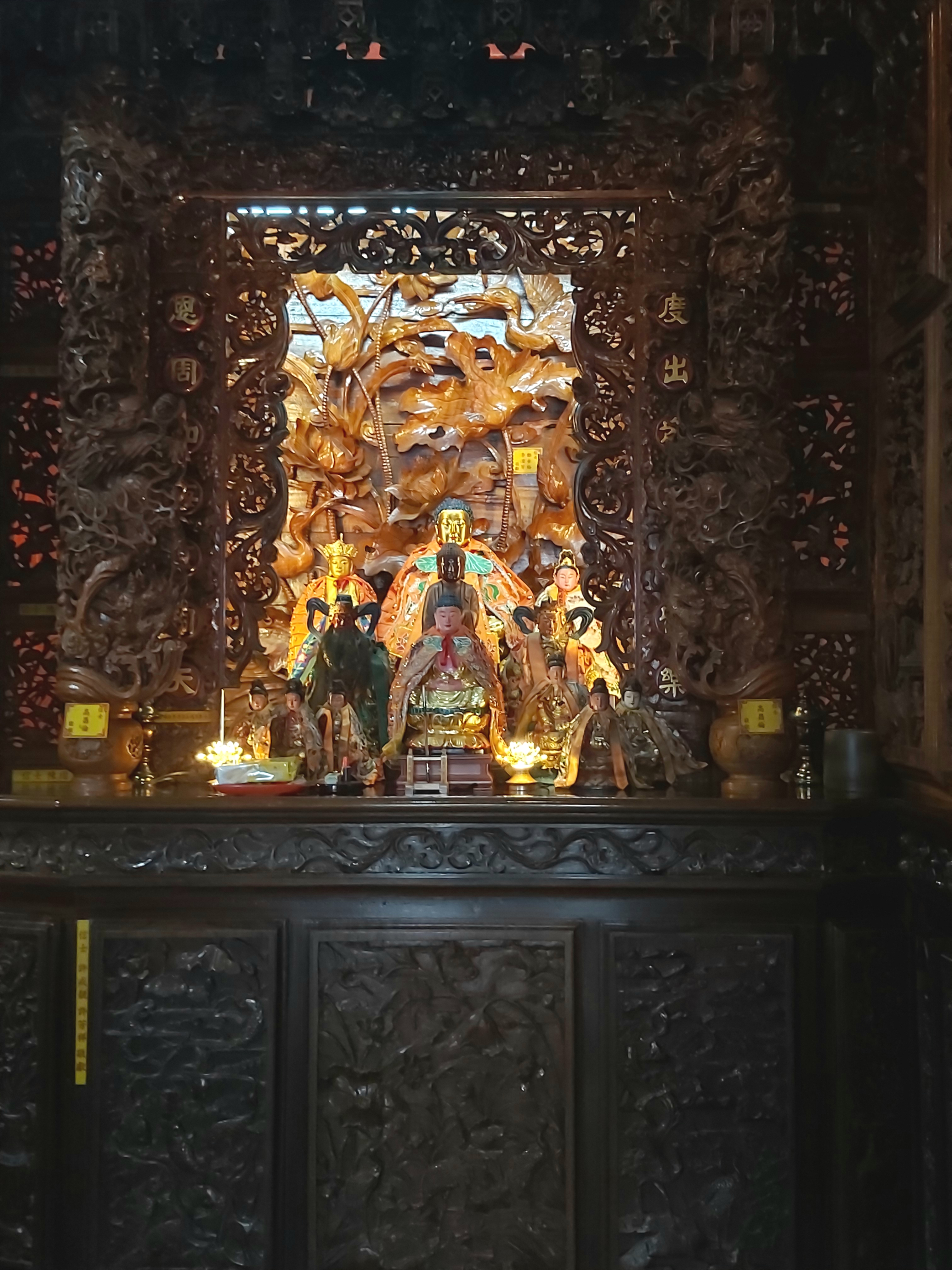
佛祖殿
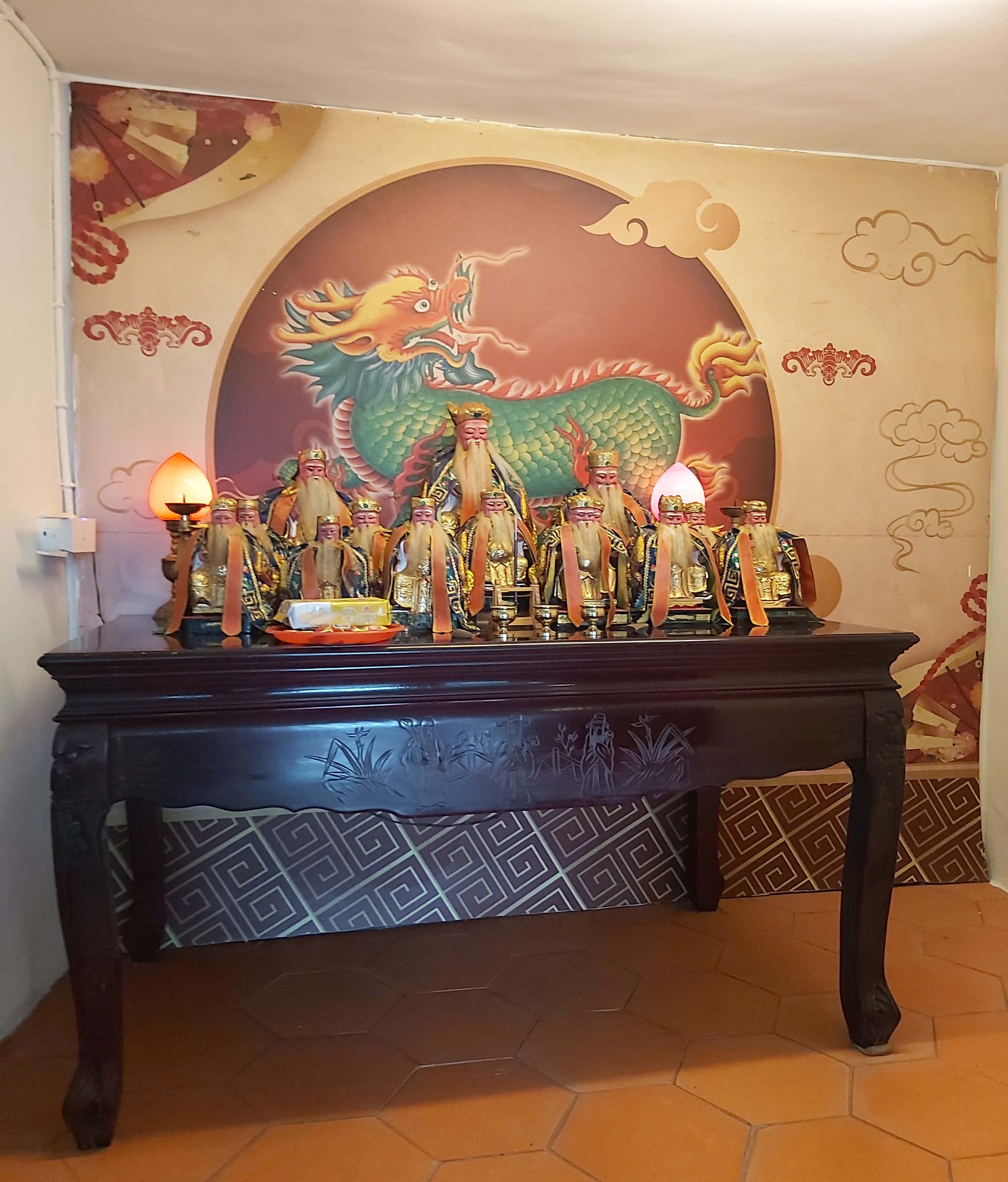
福德殿

1959年10月，仙跡岩廟修建完成，同時擴建登山步道、砌石台階、整築排水系統並遍植野櫻、移植樹木及種植花草以維護山坡地域安全。鄉人甚至組織義工團每日雕勒石壁、題寫勉勵語句，產出美猴王頭、東方美人頭、大象頭及蟾蜍頭等作，並築設路燈、涼亭及石桌椅便民休歇，勾勒出親山步道沿途上的長壽路、登山坡、凌雲路、明遠台、逍遙嶺、御風亭、根抱石以及仙跡足印等八大名勝。

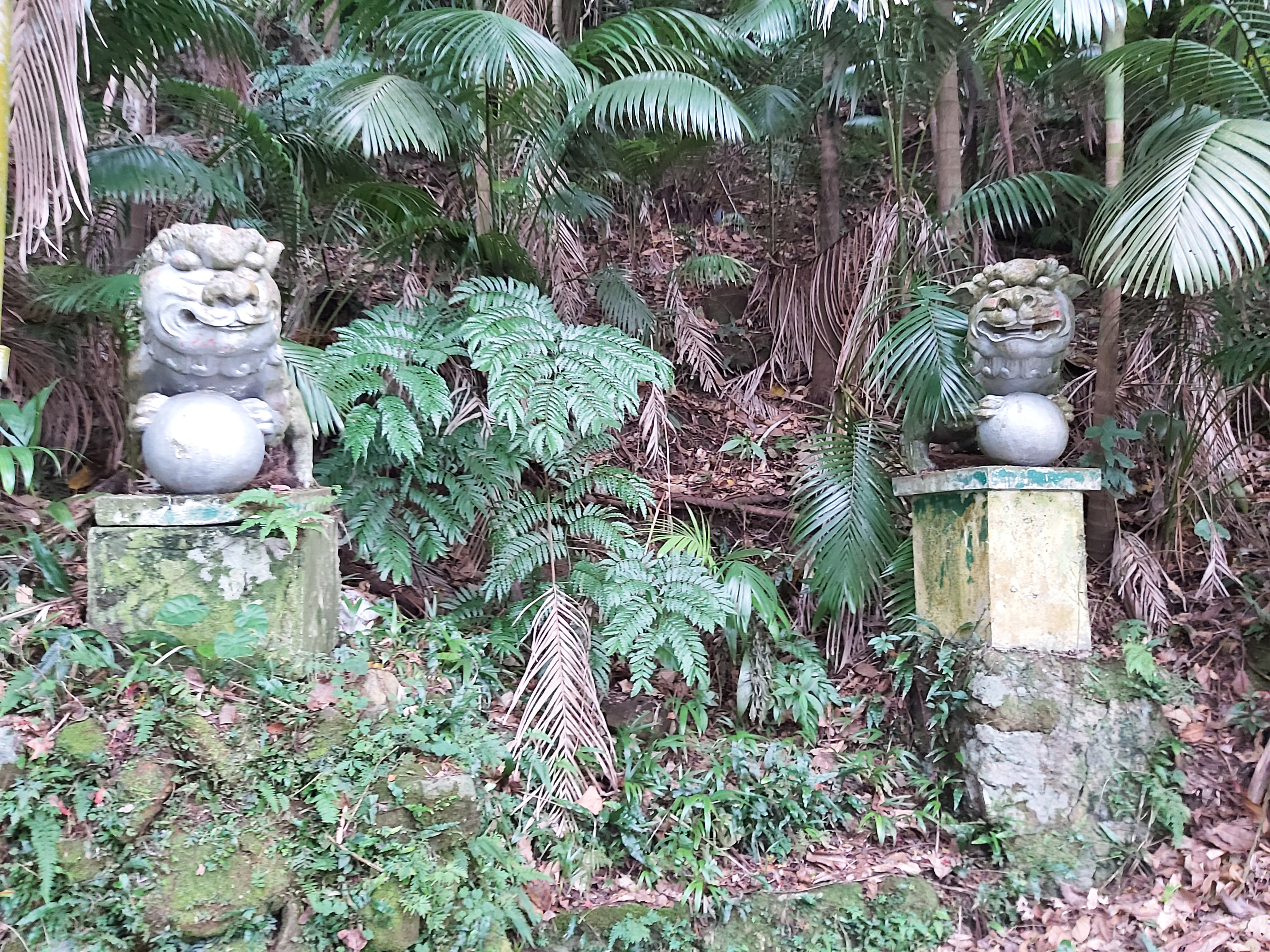
石獅
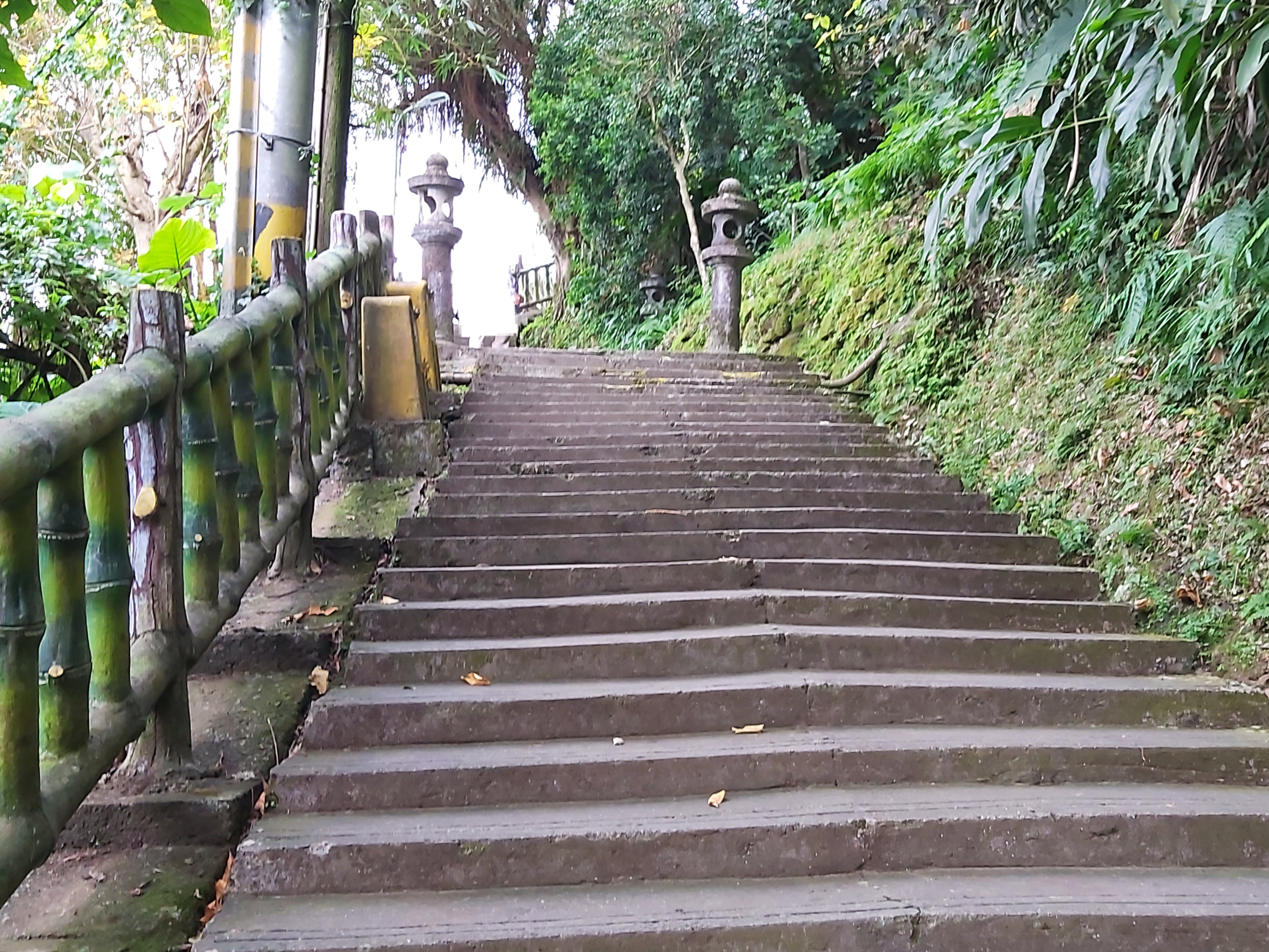
石階與石燈籠
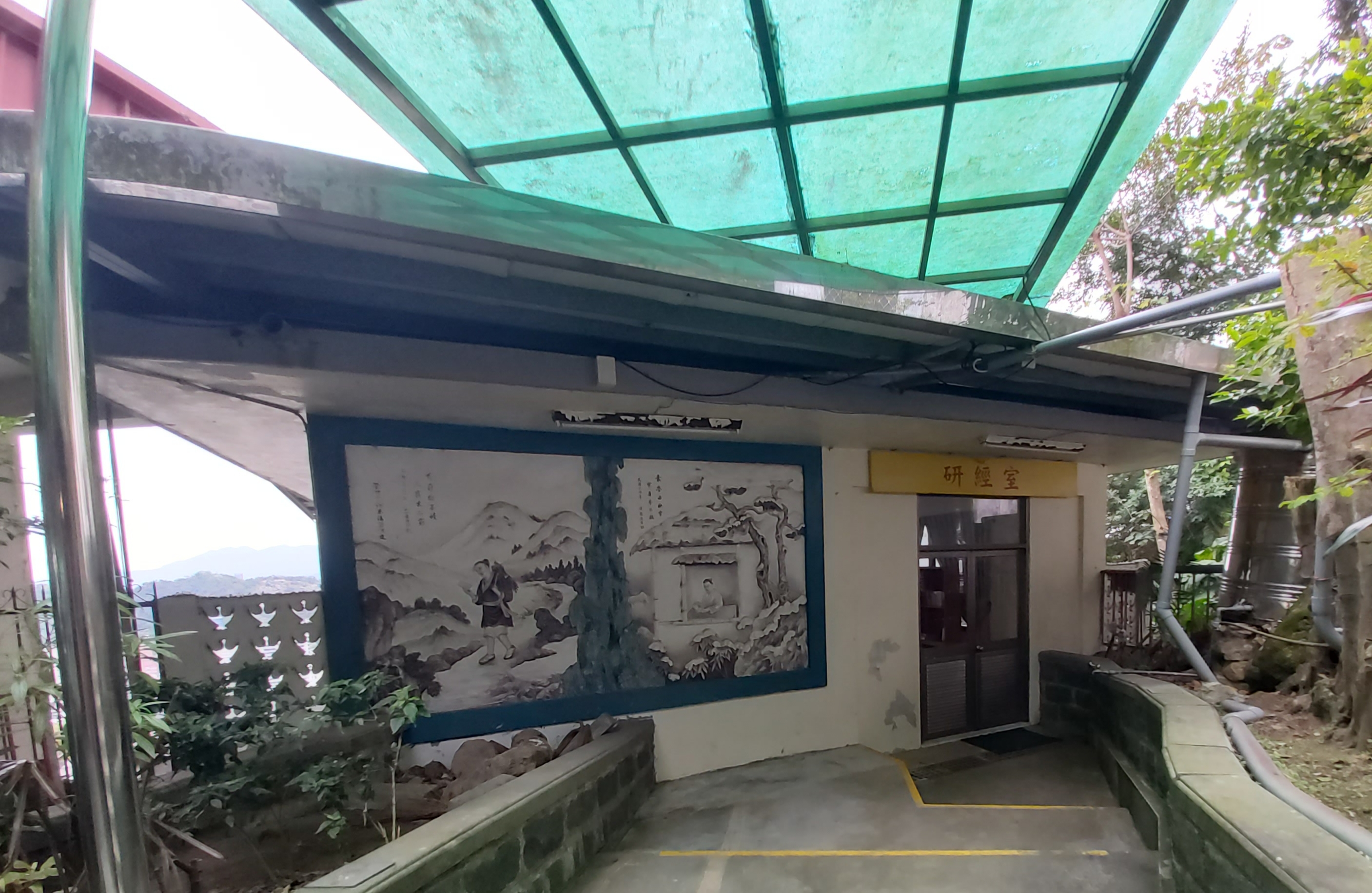
研經室（舊圖書館）

1959年11月1日，謝木海出任第四屆主委，並與其妻謝潘職及劉土水、劉郁華等人共同經營廟務，以先賒帳後再付款方式向銘乾建材行、啟山木材行、永昌油漆行勸募擴建廟宇，設置「仙跡岩圖書館」、「仙跡岩慈善委員會」並組織「仙跡岩誦經團」，1984年謝木海辭世，隔年由監察委員許炳南參與改組「臺北市景美區風景區古蹟保存委員會仙跡岩辦事處」擔任董事長主持仙跡岩廟務，並續任劉土水掌管財務、劉郁華輔佐推展廟務，任內擴建廟基、拜亭及禪房，並在景興路243巷口處興建牌樓，為現親山步道主要登山入口。1999年仲秋，管理組織再度改組為「第六屆景美仙跡岩管理委員會」，成員計11名，由謝茂雄出任主委，任內修廟乙次。2003年9月謝茂雄卸任，由許培國、許新榮先後擔任主任委員。2009年，許新榮辭世，由劉樹春出任第九屆主委，2014年向臺北市政府社會局申請設立「臺北市仙跡岩慈善會」，2015年整修鐘鼓樓。2017年秋，增設太歲殿。

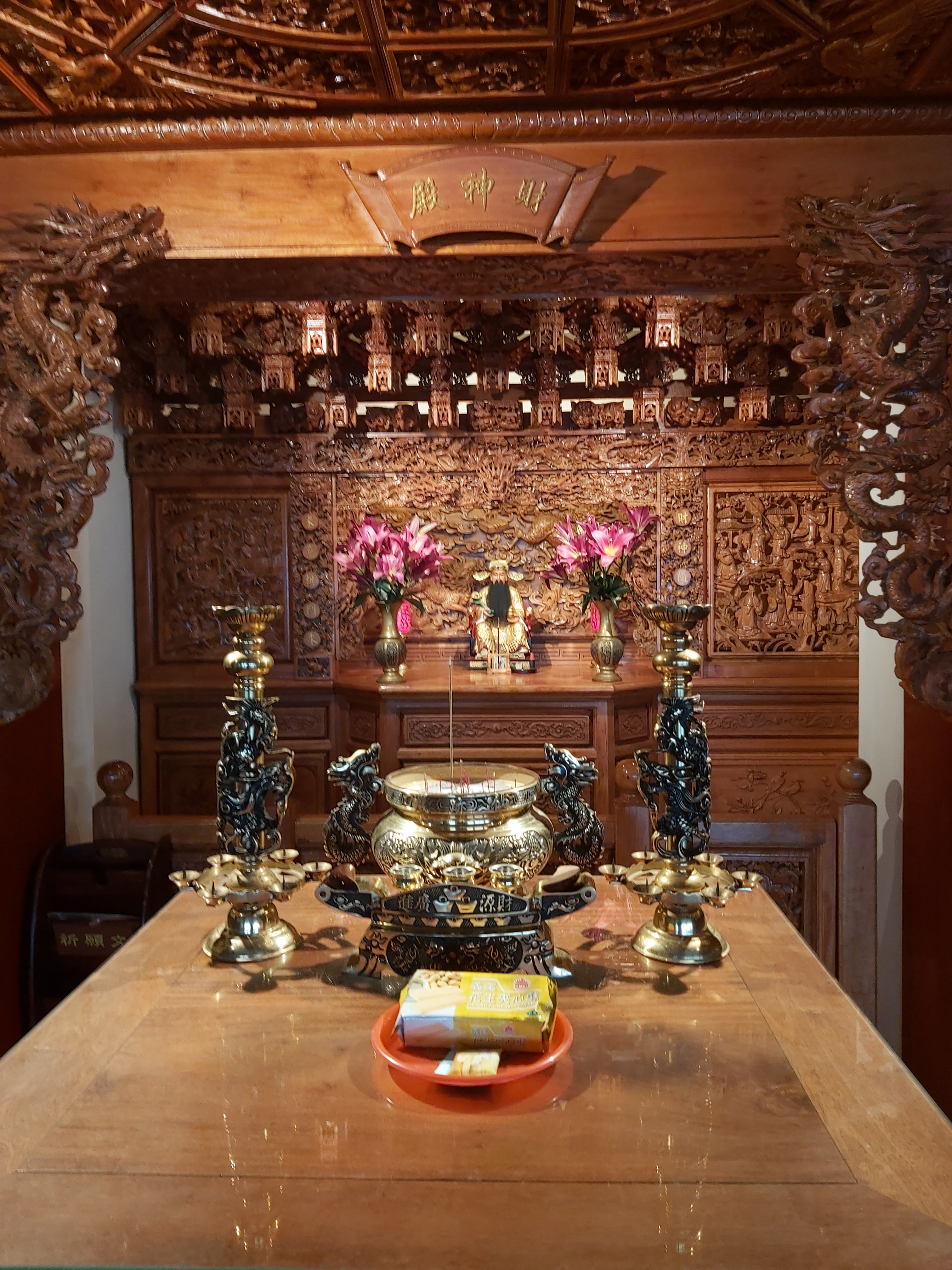
財神殿
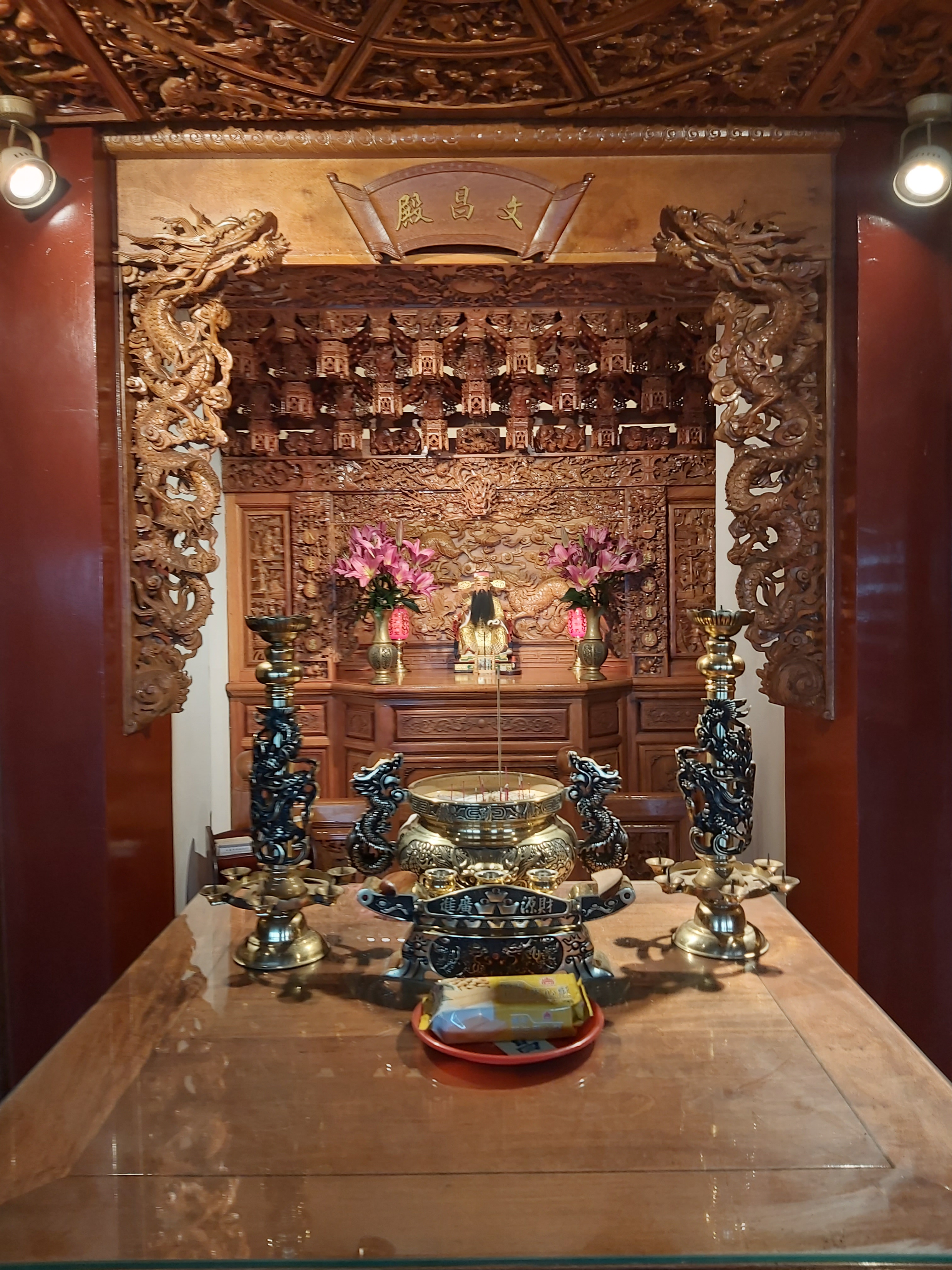
文昌殿
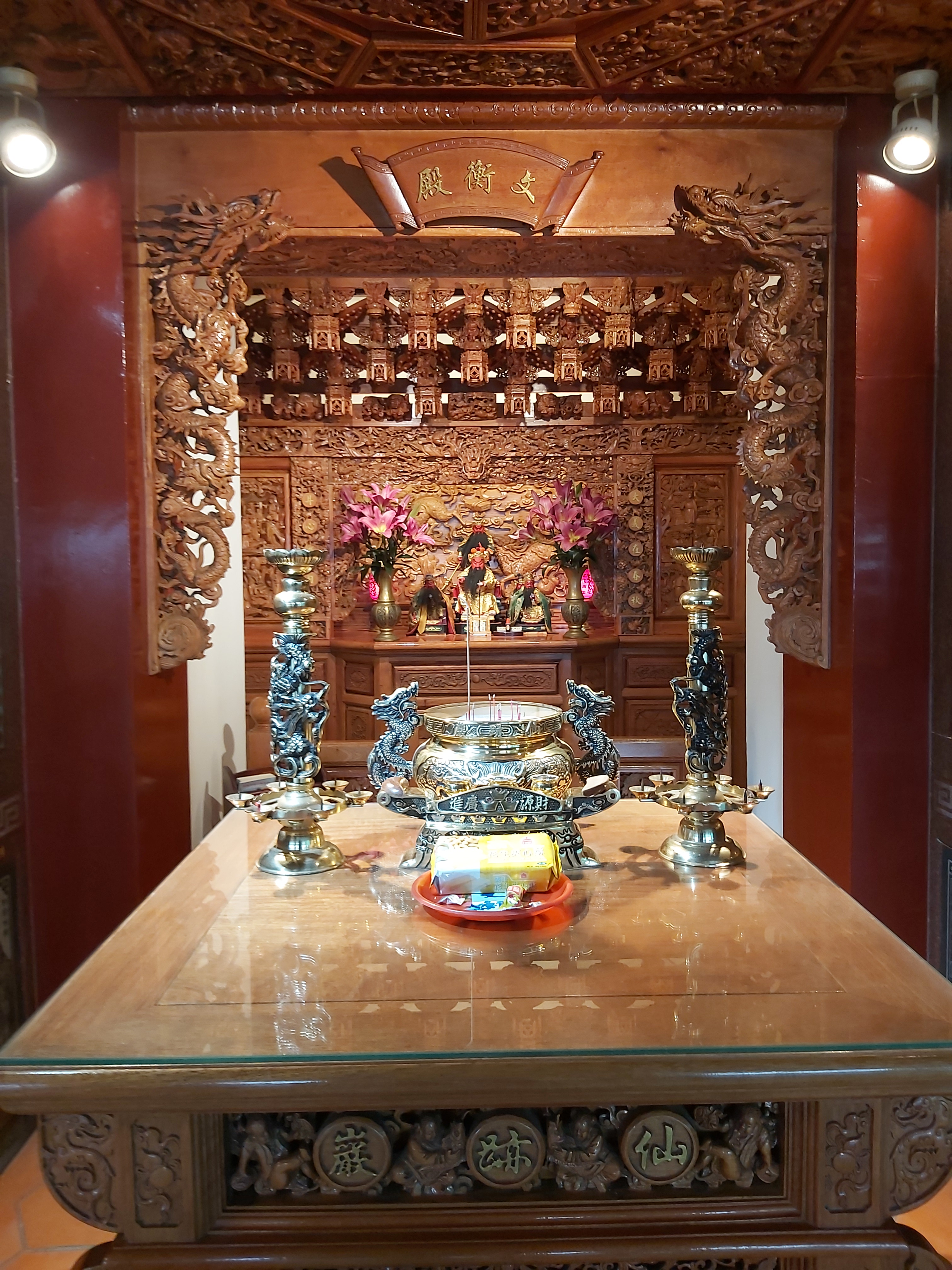
文衡殿
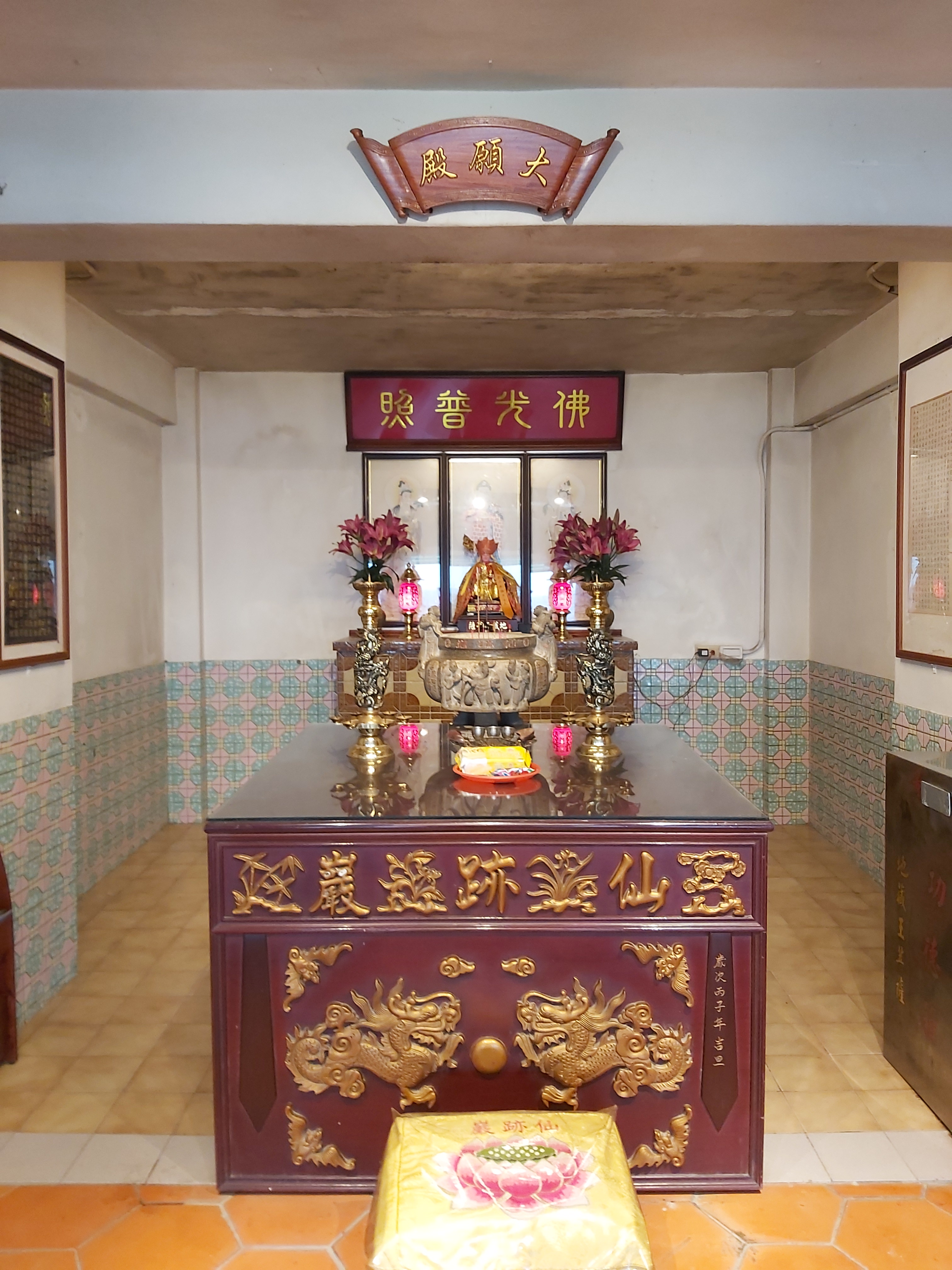
大願殿
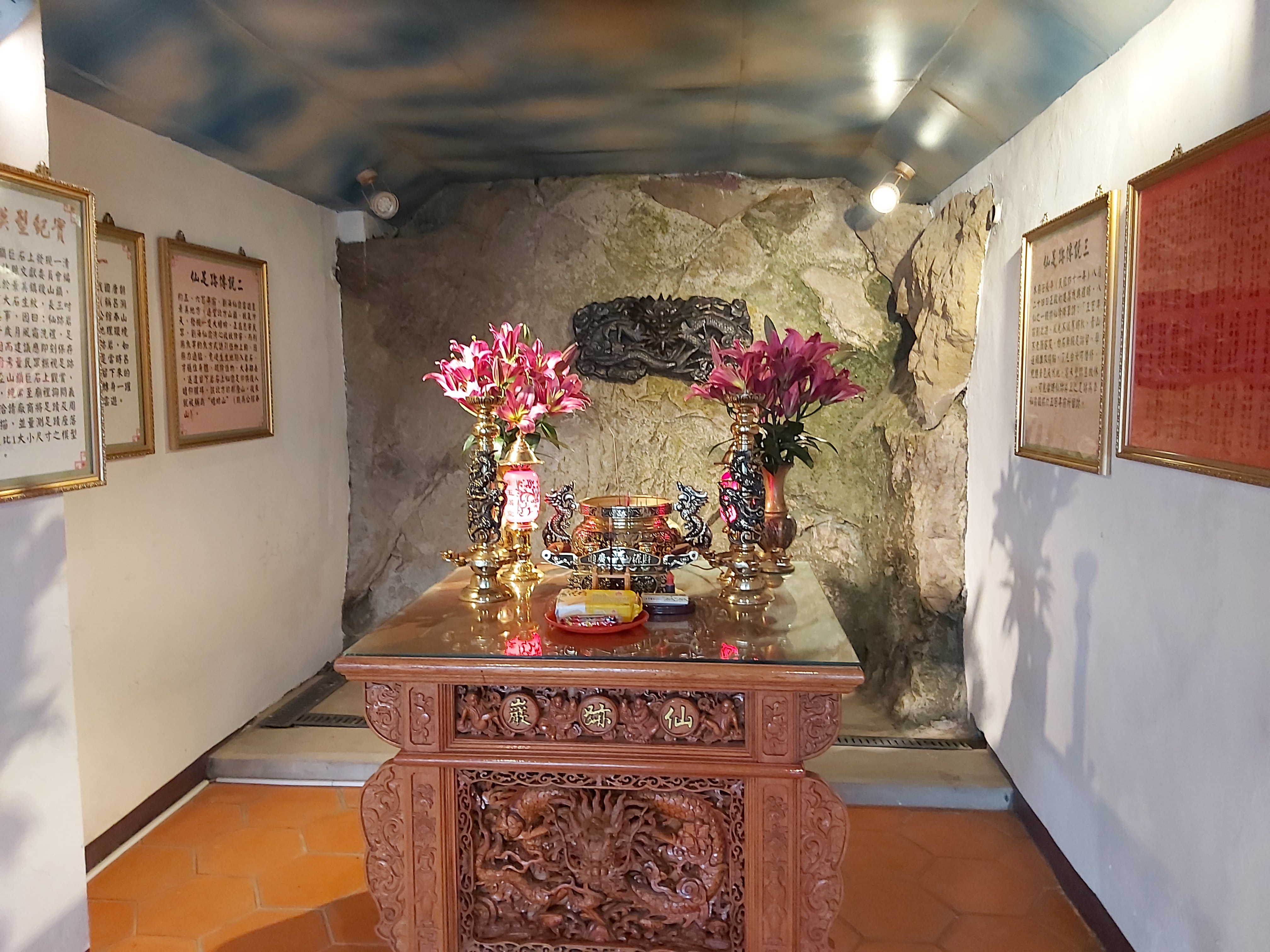
龍神殿
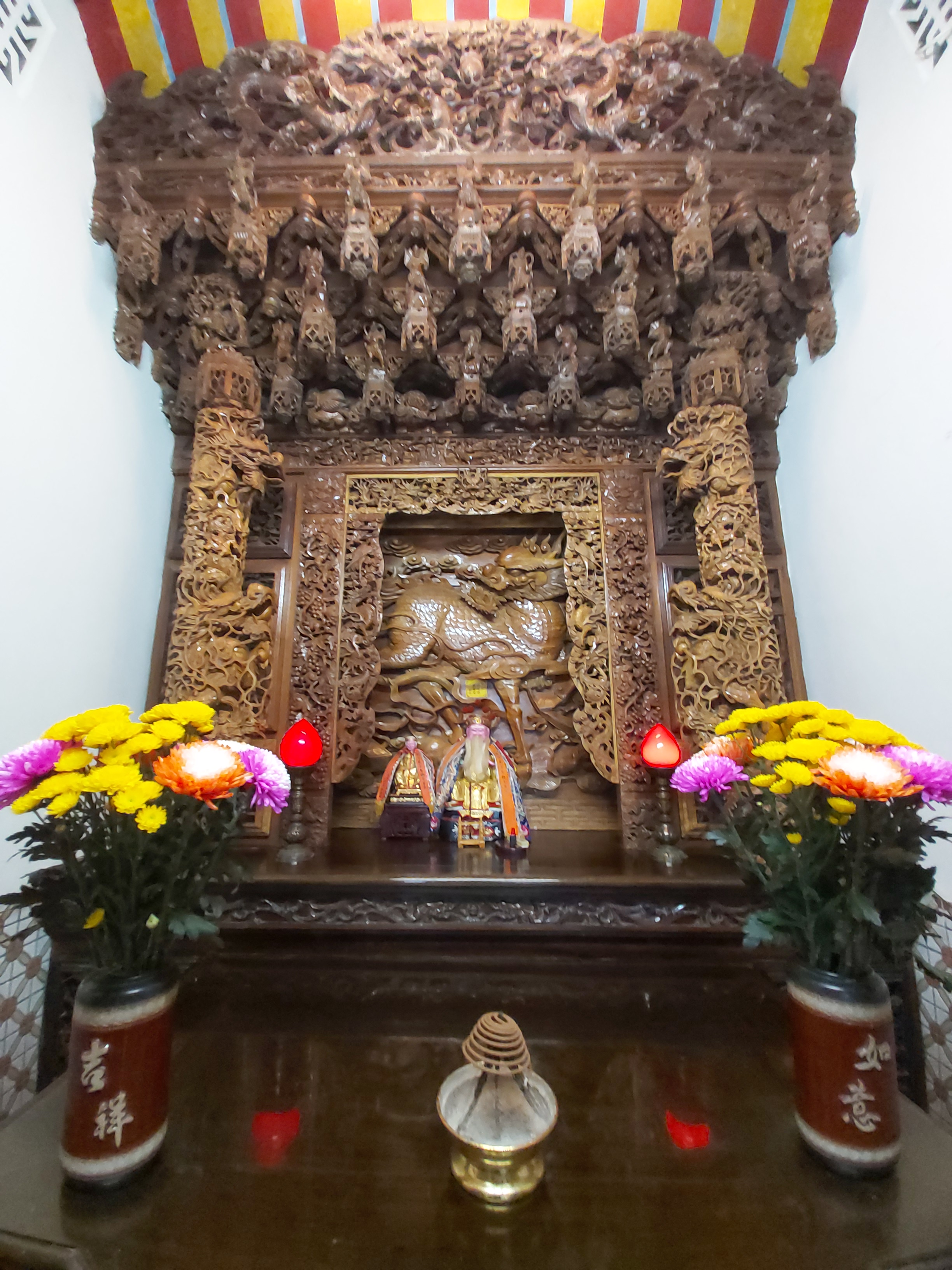
福德祠

## 生態
台灣早期需要相思樹製作木炭，因此過去仙跡岩上佈滿了人工種植的相思樹，如蕨類植物、藤本植物和漆樹等多類型的植物都可看到。
動物方面，蛙類有保育類動物翡翠樹蛙、台北樹蛙，其中台北樹蛙數量頗多，冬天時候蛙聲在世新校內四起。鳥類如樹鵲、紅嘴黑鵯、領角鴞、綠繡眼、台灣藍鵲。哺乳類如赤腹松鼠，昆蟲類有鍬形蟲、獨角仙，另外秋冬之際野狗多，請注意安全。春夏時蝴蝶種類亦多。

## 登山資訊
步道八公里，登山口13個。
登山口：	
- 景興路加油站旁
- 景興路153巷16號旁
- 景興路243號牌樓門主要入口
- 景華街12號（景興國小旁）
- 仙跡岩興安宮後方（懷恩隧道西側興隆公園山坡小徑）
- 懷恩隧道東側（中國科技大學）
- 懷恩隧道上方
- 興隆路三段304巷25號旁（教養院）
- 木柵路一段（光輝路口）
- 試院路154巷2弄9號後方
- 早安綠莊
- 木柵路（世新大門東側）
- 木柵路（世新大門西側社區內）

## 外部連結
- 步道路線圖
- 休閒遊憩主題網 仙跡岩親山步道 臺北市政府工務局大地工程處 （页面存档备份，存于）
- 二格山系_仙跡岩親山步道   臺北旅遊網

24°59′33.4″N 121°32′54.7″E / 24.992611°N 121.548528°E